# Ралф Бірд
Ралф Бірд (англ. Ralph Beard, 2 грудня 1927 — 29 листопада 2007) — американський баскетболіст.
Олімпійський чемпіон 1948 року.